# Pieriesna (stacja kolejowa)
Pieriesna (ros. Пересна) – stacja kolejowa w miejscowości Pieriesna, w rejonie poczinkowskim, w obwodzie smoleńskim, w Rosji. Położona jest na linii Briańsk – Smoleńsk.

## Historia
Stacja powstała w czasach carskich na drodze żelaznej orłowsko-witebskiej, pomiędzy stacjami Poczinok i Riabcewo.